# Szczepionka RNA
Szczepionka RNA lub szczepionka mRNA – szczepionka nowego typu dająca nabytą odporność, wykorzystująca sekwencję kwasu rybonukleinowego (RNA) kodującą białka patogenu. Szczepionka RNA najczęściej zawiera wektor/nośnik RNA, np. nanocząstki lipidowe, przy pomocy którego RNA jest wprowadzane do organizmu.

Mechanizm działania szczepionki RNA

Szczepionki RNA indukują produkcję przeciwciał zdolnych do wiązania potencjalnych patogenów. Sekwencja mRNA (matrycowy RNA, informacyjny RNA) zawarta w szczepionce koduje białka identyczne lub podobne do białek patogenu. Po wprowadzeniu RNA do organizmu w formie szczepionki, następuje translacja/synteza białek na podstawie sekwencji RNA. Zsyntetyzowane białka następnie indukują adaptacyjną odpowiedź immunologiczną organizmu w postaci produkcji przeciwciał skierowanych przeciwko tym białkom.
Szczepionki RNA różnią się od tradycyjnych szczepionek tym, że w przypadku szczepionek RNA antygeny/białka patogenu produkowane są przez szczepiony organizm, a w przypadku tradycyjnych szczepionek gotowe (wyprodukowane w laboratorium) antygeny są dostarczone do organizmu w określonej ilości w szczepionce.

## Metody wprowadzenia szczepionki do organizmu

### Wektory wirusowe
Sekwencja RNA mająca wywołać odpowiedź immunologiczną może zostać wprowadzona do organizmu przy pomocy wirusów RNA, np. retrowirusów. W licznych badaniach klinicznych wykorzystywano wektory wirusowe do zwalczania chorób w modelach zwierzęcych wykorzystujących myszy, kury domowe i naczelne.

### Nanocząstki lipidowe
Zamknięcie cząsteczek mRNA w nanocząstkach lipidowych posiada wiele zalet. Przede wszystkim, lipidy stanowią warstwę chroniącą cząsteczki mRNA przed degradacją. Co więcej, określone modyfikacje nanocząstek lipidowych pozwalają na wprowadzenie mRNA do określonego typu komórek. Jednakże liczne badania wskazały na trudności w śledzeniu tej metody wprowadzania RNA do organizmu, ponieważ wykazano rozbieżności pomiędzy wynikami badań nad wprowadzaniem RNA do komórek w warunkach In vivo i In vitro. Nanocząstki lipidowe po wprowadzeniu do organizmu mogą być przenoszone w obrębie organizmu różnymi drogami, np. przez układ limfatyczny lub krwiobieg.

### Wstrzyknięcie nagiego mRNA
System spontanicznego przyjmowania przez komórki dostarczonego z zewnątrz mRNA jest znany od ponad dekady, a możliwość użycia RNA jako narzędzia do wytwarzania odporności została odkryta w latach dziewięćdziesiątych ubiegłego wieku, kiedy odkryto samo-namnażające się mRNA. Wstrzyknięcie RNA do różnych tkanek, takich jak krew lub mięśnie skutkuje przyjęciem przez komórki różnej ilości RNA, co oznacza, że droga podania ma duże znaczenie dla wytworzenia odpowiedniej odpowiedzi organizmu. Kreiter i inni w badaniach porównujących drogi podania RNA pokazali, że wstrzyknięcie do węzłów chłonnych skutkuje najsilniejszą odpowiedzią limfocytów T.

## Skutki uboczne i ryzyko
- RNA zawarty w szczepionce (głównie dwuniciowa postać RNA będąca produktem ubocznym) może aktywować wrodzoną odpowiedź immunologiczną organizmu[13][14][15]. Reakcja ta może mieć pozytywne działanie wzmacniające humoralną i komórkową swoistą odpowiedź odpornościową na antygen patogenu, choć może też przynieść niepożądane skutki w postaci reakcji zapalnych związanych z interferonem typu I, indukcji prozapalnych cytokin oraz obniżenia efektywności samej szczepionki, poprzez hamowanie translacji mRNA[15][16][17]. W związku z tym, identyfikacja osób predysponowanych do problemów autoimmunologicznych przed podaniem szczepionki RNA może pozwolić na przyjęcie środków ostrożności[18]. Odpowiednie kroki podjęte podczas produkcji szczepionek (np. poprawiające jakość transkrypcji in vitro, oczyszczanie metodą chromatografii cieczowej) redukują ryzyko niepożądanej immunostymulacji[13][16][14][17][15].
- Pozakomórkowy, nagi RNA ma właściwości prokoagulacyjne, co potencjalnie może prowadzić do patologicznego tworzenia zakrzepów[18]. Nie stwierdzono jednak takiego ryzyka w wypadku szczepionek przeciw COVID-19[a], których cząsteczki mRNA osłonięte są nanocząsteczkami lipidowymi[19].
- Pozakomórkowy, nagi RNA zwiększa przepuszczalność ciasno upakowanych komórek śródbłonka, co potencjalnie może przyczyniać się do obrzęku[18].
- Ze względu na małą stabilność cząsteczek RNA, niektóre szczepionki RNA muszą być przechowywane w bardzo niskich temperaturach (np. szczepionka Pfizer-BioNTech COVID-19 Vaccine wymaga -80 do −60 °C[20]), co znacznie utrudnia ich dystrybucję. Przechowywanie lub transport szczepionek w wyższych temperaturach może skutkować pogorszeniem ich jakości[21][2]. Natomiast szczepionka produkowana przez Modernę może być przechowywana przez 30 dni w 2–8 °C, a 6 miesięcy w −20 °C[potrzebny przypis].

## Przewaga nadszczepionkami DNA
- Produkcja białek na matrycy mRNA zachodzi w cytozolu. RNA nie musi zostać wprowadzone do jądra komórkowego, dzięki czemu możliwe jest uniknięcie ryzyka wbudowania obcego materiału genetycznego do genomu zaszczepionego osobnika[1].
- Modyfikowane nukleozydy (np. pseudourydyna) mogą zostać umieszczone w sekwencji mRNA by uniknąć szybkiej degradacji mRNA w komórkach zaszczepionego osobnika i tym samym zwiększyć ilość białka wyprodukowanego na bazie mRNA[22][23][24].

## Zastosowanie szczepionek RNA u ludzi
Do grudnia 2020 żadna szczepionka RNA nie została zatwierdzona do leczenia u ludzi.
2 grudnia 2020 brytyjska agencja rejestrująca leki Medicines and Healthcare Products Regulatory Agency (MHRA) dopuściła warunkowo do użycia pierwszą w historii szczepionkę RNA – BNT162b2 (Tozinameran) przeciwko chorobie COVID-19, opracowaną przez firmy Pfizer i BioNTech. 21 grudnia została ona warunkowo dopuszczona do obrotu w całej Unii Europejskiej. Także FDA wyraziło zgodę na jej stosowanie w USA.
Na początku stycznia 2021 inna szczepionka RNA przeciwko COVID-19 – mRNA-1273, opracowana przez firmę Moderna, została dopuszczona do stosowania w Unii Europejskiej. Wcześniej została dopuszczona do obrotu w USA, Wielkiej Brytanii i Kanadzie.